# Leopold von Ranke

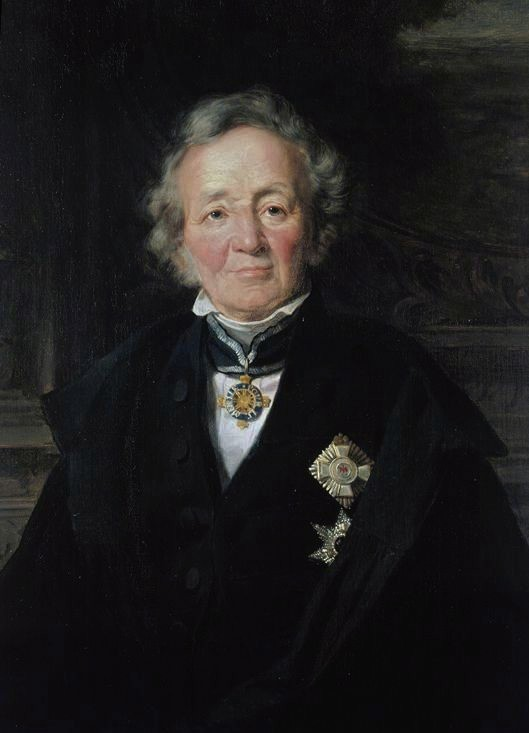
Leopold von Ranke (Porträt nach Julius Schrader). Rankes Unterschrift:

Franz Leopold Ranke, ab 1865 von Ranke (* 21. Dezember 1795 in Wiehe; † 23. Mai 1886 in Berlin), war ein deutscher Historiker, Historiograph des preußischen Staates, Hochschullehrer und königlich preußischer Wirklicher Geheimer Rat.

## Familie
Leopold von Ranke wurde als ältester Sohn des Rechtsanwalts und Justizkommissars der Freiherrn von Werthern in Wiehe Gottlieb Israel Ranke (1762–1836) und seiner Ehefrau Friederike Ranke, geb. Lehmicke (1776–1836), geboren. Er war der Bruder des Theologen Friedrich Heinrich Ranke (1798–1876), des Gymnasialdirektors in Berlin Ferdinand Ranke (1802–1876), des Regierungsrats in Berlin Friedrich Wilhelm Ranke (1804–1871), des Theologen Ernst Ranke (1814–1888) und von Rosalie Ranke (1808–1870), die den Superintendenten in Weißensee (Thüringen) Heinrich Daniel Schmidt heiratete. Seine Neffen waren der Physiologe und Anthropologe Johannes Ranke, der 1891 ebenfalls geadelte Mediziner Heinrich von Ranke und der Hauptpastor Leopold Friedrich Ranke.
Ranke heiratete 1843 Helena Clarissa Graves-Perceval (1808–1871) aus einer der anglo-irischen Oberschicht zugehörigen Familie, die Tochter des Dubliner Polizeipräsidenten (Chief Police Magistrate) John Crosby Graves (1776–1835) und der Helena Perceval (1785–1835). Das Ehepaar Ranke hatte drei Söhne Otto (1844–1928), Generalmajor Friedhelm (1847–1917) und Albrecht (1849–1850) sowie eine Tochter Maximiliane (1846–1922). Der britische Dichter und Schriftsteller Robert von Ranke-Graves war ein Großneffe Leopold von Rankes.
Ranke wurde am 22. März 1865 in Berlin in den preußischen Adelsstand erhoben.
Seine Ehefrau Helena Clarissa von Ranke führte in Berlin in den 1850ern und 1860ern einen Salon in der Luisenstraße 24, auf dem sich zahlreiche Intellektuelle und Musiker versammelten wie etwa Alexander von Humboldt, F.W.J. Schelling, Giacomo Meyerbeer, Bettine von Arnim sowie die Berliner Pianistin Agathe Plitt und die Komponistin Emilie Mayer.

## Leben

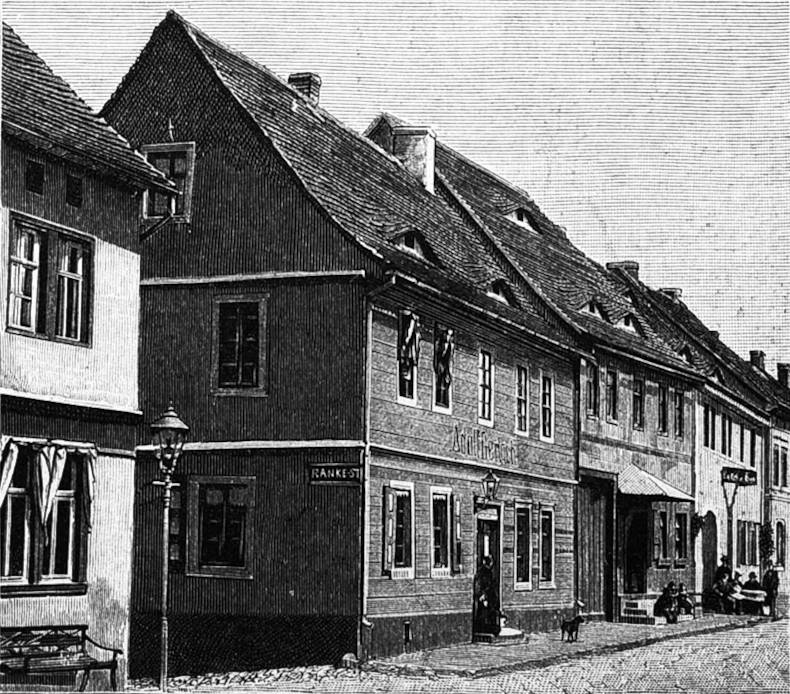
Rankes Geburtshaus in Wiehe

Leopold von Ranke besuchte die Klosterschule in Donndorf und von 1809 bis 1814 die Landesschule Pforta. Sein Studium der Theologie und Klassischen Philologie absolvierte er von 1814 bis 1818 an der Universität Leipzig. Zu seinen Lehrern gehörten Gottfried Hermann und Christian Daniel Beck. Während Hermann Haupt einer Schule der Wortphilologie war, kam es Beck vor allem auf historische Erkenntnisse an, weshalb er auch später auf einen Lehrstuhl für Geschichte wechselte. Neben seinen Hauptfächern studierte Ranke auch neuere deutsche Literatur und Philosophie. Den Geschichtsvorlesungen und zeitgenössischen historischen Werken seiner Zeit konnte er weniger abgewinnen, das erste deutschsprachige historische Werk, das auf ihn Eindruck machte, war die Römische Geschichte von Barthold Georg Niebuhr. 1817 wurde er mit einer Dissertation über Thukydides promoviert. Anschließend unternahm er eine Deutschlandreise, die ihn unter anderem nach Heidelberg führte, und 1818 legte er seine Prüfung für das höhere Lehramt ab. 

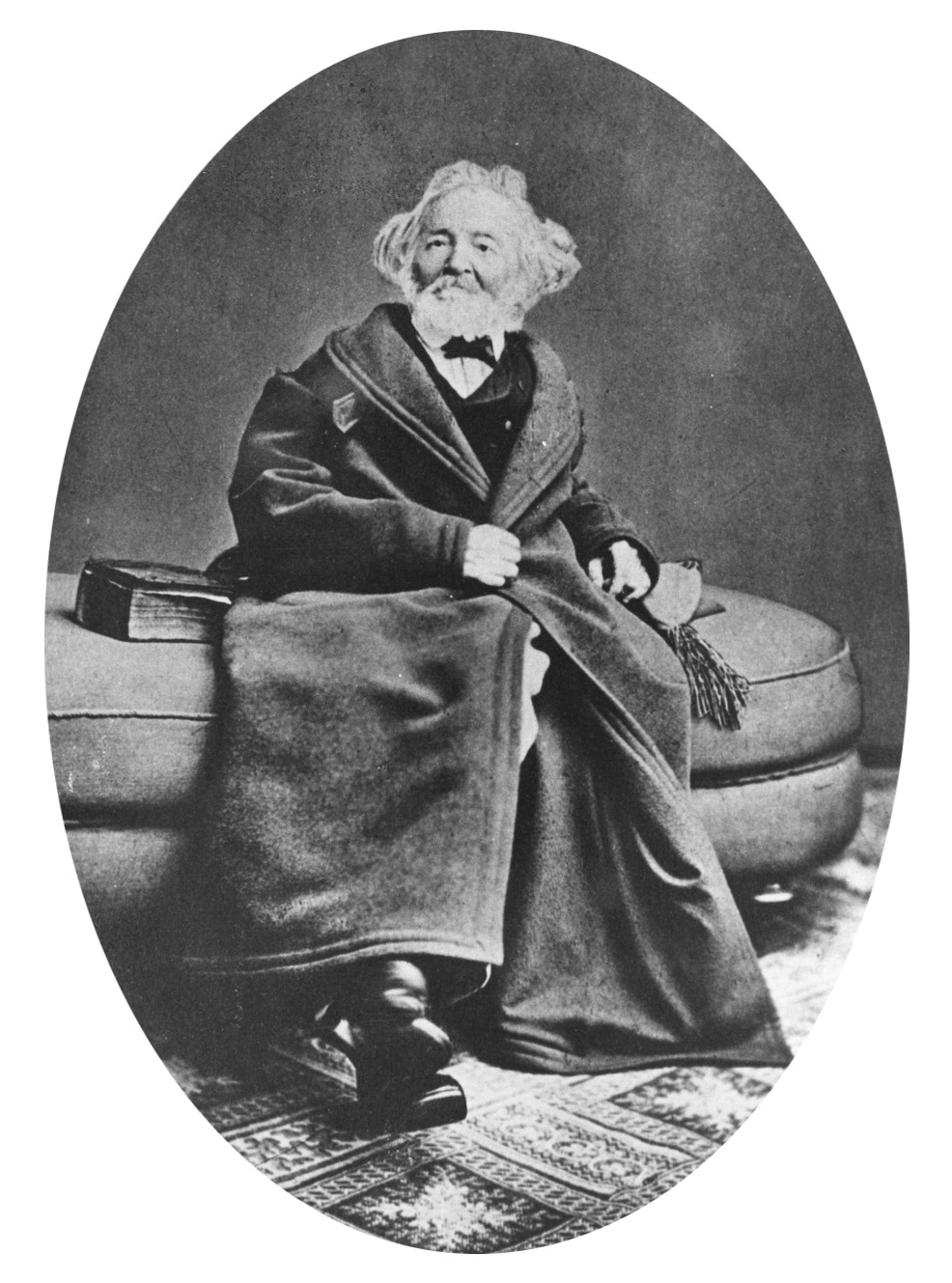
Leopold von Ranke (1877)

Ab 1818 war er Gymnasiallehrer für Altphilologie und Geschichte in Frankfurt (Oder). In akademischen Kreisen machte er mit seinem Erstlingswerk von 1824 (Geschichten der romanischen und germanischen Völker von 1494 bis 1514), das vom Machtkampf europäischer Staaten im Italien der Wende vom 15. zum 16. Jahrhundert handelte, auf sich aufmerksam und insbesondere mit der Beilage dazu (Zur Kritik neuerer Geschichtsschreiber), in der er ein quellenkritisches Programm skizzierte. 1824 wechselte er nach Berlin und wurde an der dortigen Universität außerordentlicher Professor. Von 1827 bis 1831 bereiste Ranke, der dazu beurlaubt war, die Archive des ehemaligen Heiligen Römischen Reiches, unter anderem reiste er nach Wien und besuchte 1829 das Staatsarchiv Venedig. Dort sammelte er viele der Quellen für seine späteren Werke. 1832 nahm ihn die Preußische Akademie der Wissenschaften in Berlin als Mitglied auf. 1834 wurde Ranke ordentlicher Professor an der Universität Berlin. 1841 wurde er von König Friedrich Wilhelm IV. zum Historiographen des Preußischen Staates ernannt, der Ertrag dieser Forschungen erschien 1878/79 gesammelt als Zwölf Bücher preußischer Geschichte. Auch international berühmt machte ihn seine Geschichte der Päpste, erschienen 1834 bis 1836, die von der katholischen Kirche 1841 auf den Index verbotener Bücher gesetzt wurde.
1858 ernannte ihn der bayerische König Maximilian II., der bei ihm in Berlin studiert hatte, zum Präsidenten der neu gegründeten Historischen Kommission der Bayerischen Akademie der Wissenschaften. Sie war von Ranke angeregt worden und veröffentlichte Quellen zur deutschen Geschichte.
1871 stellte er, da sehbehindert, seine Lehrtätigkeit ein, arbeitete aber entschlossen weiter an seinem Werk: Er nahm die Umarbeitung und Ergänzung älterer Arbeiten in Angriff, um seine Sämtlichen Werke herauszugeben. 80-jährig begann er, seine Weltgeschichte zu diktieren, von der ab 1881 jährlich ein Band erschien und die nach seinem Tod aus seinen Aufzeichnungen ergänzt wurde.

## Tod und Grabstätte

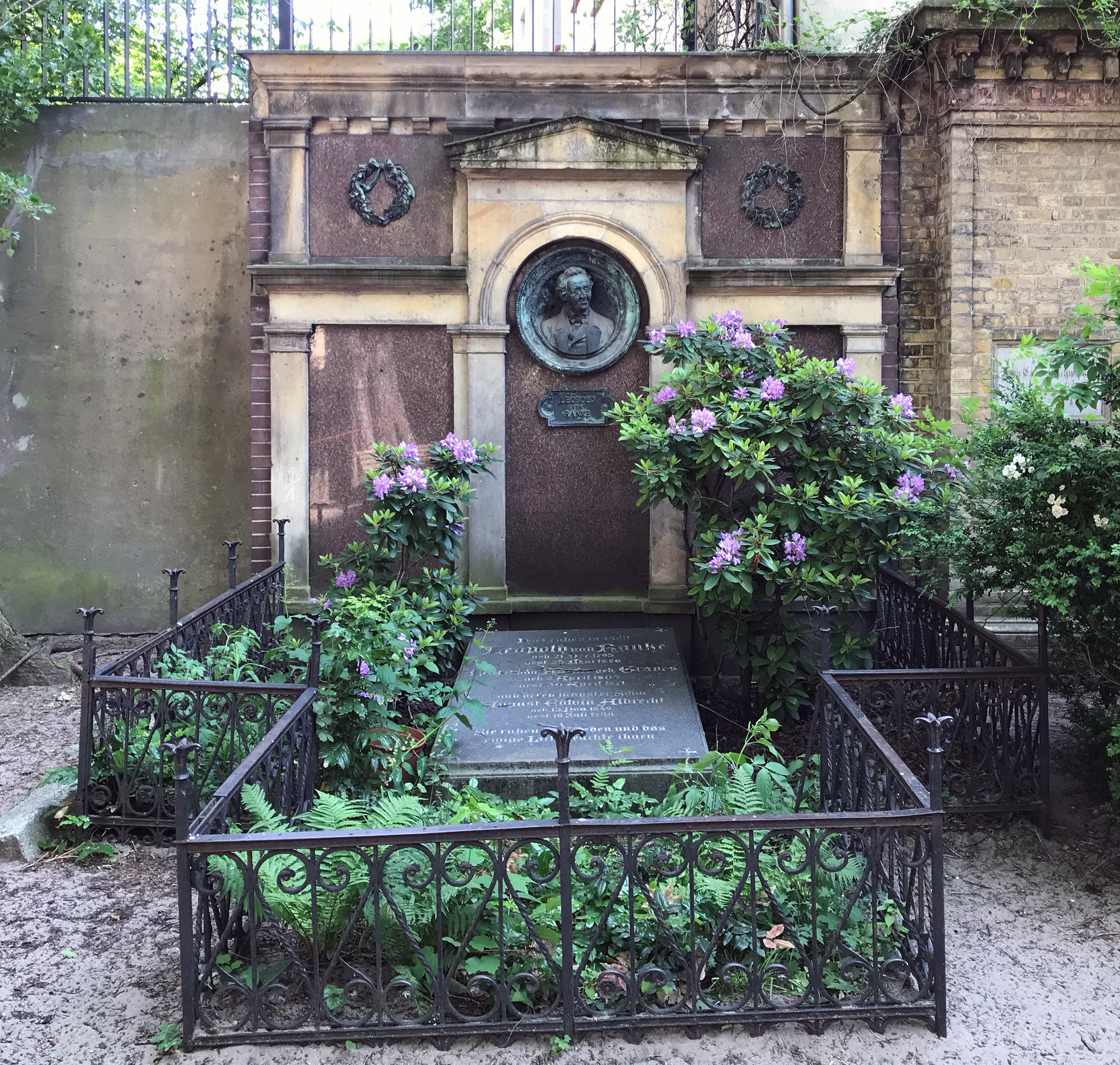
Ehrengrab von Leopold von Ranke auf dem Sophienkirchhof in Berlin-Mitte

Leopold von Ranke starb am Abend des 23. Mai 1886 im Alter von 90 Jahren in seiner Berliner Wohnung. Zeitungen der Hauptstadt hatten in den Tagen zuvor wiederholt über den zunehmend besorgniserregenden Gesundheitszustand des Hochbetagten berichtet, der infolge eines Sturzes in seinem Arbeitszimmer am 9. Mai bettlägerig geworden war.
Die Trauerfeier, geleitet von Rudolf Kögel, fand am 26. Mai 1886 in der evangelischen Sophienkirche im heutigen Berliner Ortsteil Mitte statt. Auch Kronprinz Friedrich, der spätere Kaiser Friedrich III., wohnte der Feier bei. Zuvor hatte der aufwändige Leichenzug, dem sich vor allem zahlreiche Vertreter des akademischen Lebens angeschlossen hatten, von Rankes Wohnhaus in der Luisenstraße 24a ausgehend, den Weg über die Promenade Unter den Linden an der Berliner Universität vorbei genommen. Nach der Trauerfeier erfolgte die Beisetzung Rankes auf dem Kirchhof der Sophienkirche an der Seite seiner 1871 verstorbenen Gattin und des Sohnes Albrecht. Anschließend hielten Studenten einen Trauer-Salamander ab, bei dem Hans Delbrück in Anwesenheit von Rankes Familie Worte des Gedenkens über den Verstorbenen sprach.
Die erhaltene letzte Ruhestätte von Leopold von Ranke ist ein Wandgrab mit großer, liegender Inschriftenplatte und Gitterumfassung an der Südseite des Friedhofs. Ein in die Grabwand eingelassenes Porträt-Tondo Rankes aus Bronze wurde nach einem Modell des 1882 verstorbenen Friedrich Drake geschaffen. Das Grab Leopold von Rankes ist als Ehrengrab des Landes Berlin gewidmet. Da Ranke seit 1885 Ehrenbürger von Berlin war, ist die Widmung, im Unterschied zum Großteil der Berliner Ehrengräber, zeitlich nicht befristet.

## Ehrungen

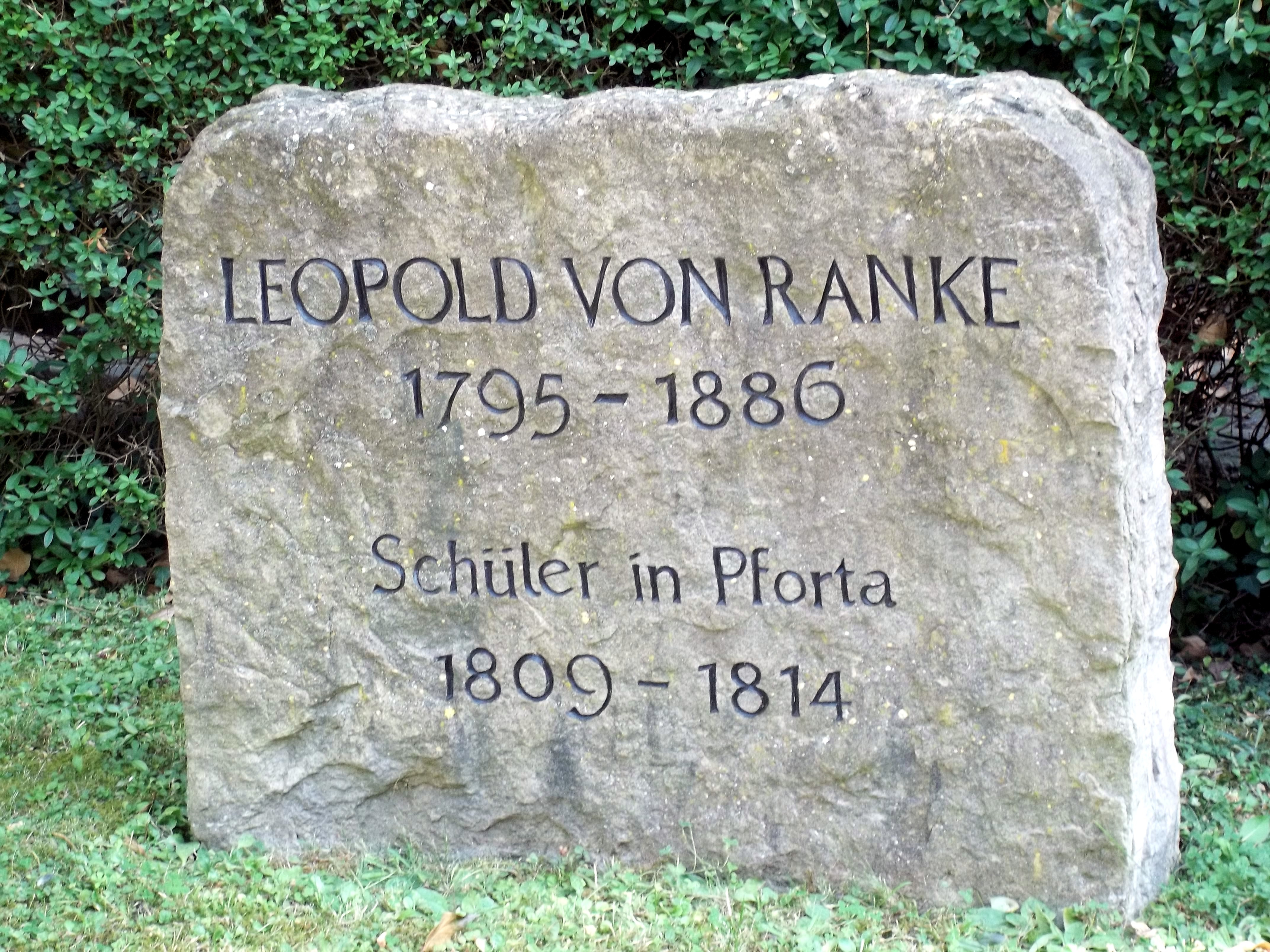
Gedenkstein für Leopold von Ranke an der Landesschule Pforta

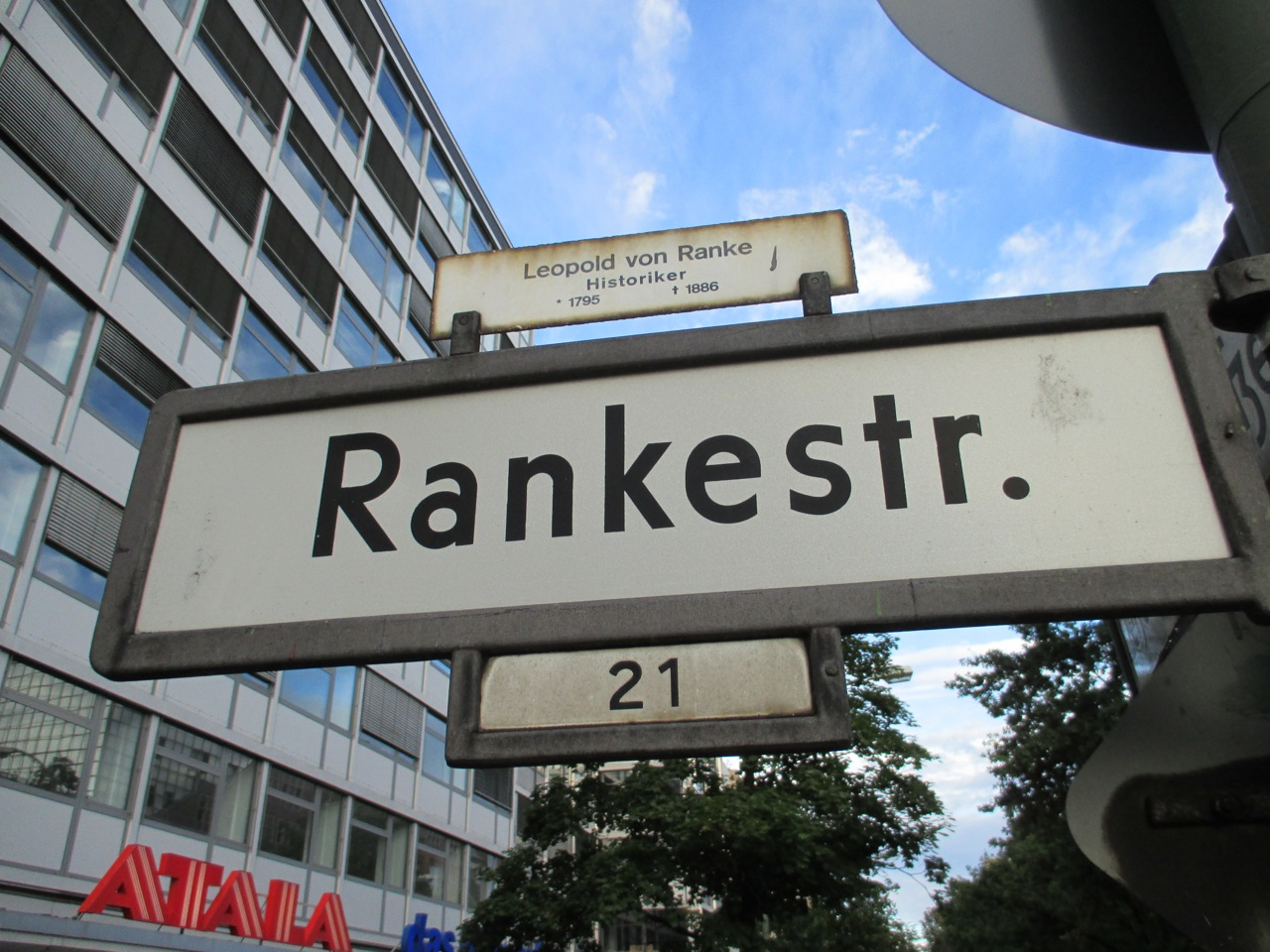
Berliner Straßenschild der Rankestraße mit Widmung

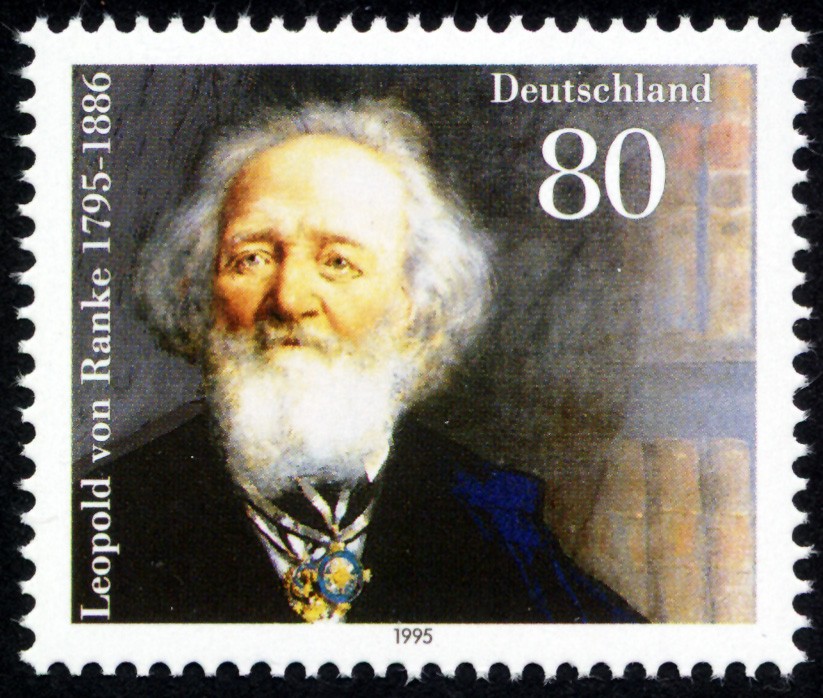
Sondermarke von Deutschland (1995) zum 200. Geburtstag von Rankes

Im Januar 1850 erhielt Ranke den preußischen Roten Adlerorden II. Klasse, 1852 das Komturkreuz und 1866 dann das Großkomturkreuz des bayerischen Verdienstordens vom Heiligen Michael, 1853 den bayerischen Maximiliansorden für Wissenschaft und Kunst sowie 1855 den preußischen Orden Pour le Mérite für Wissenschaften und Künste.
Die Académie royale des Sciences, des Lettres et des Beaux-Arts de Belgique nahm ihn 1846 als assoziiertes Mitglied (Élu associé) auf. 1851 wurde Ranke zum auswärtigen Mitglied der Göttinger Akademie der Wissenschaften gewählt. Seit 1857 war er auswärtiges Mitglied der Bayerischen Akademie der Wissenschaften. 1863 wurde er in die American Academy of Arts and Sciences gewählt.
Die Komponistin Emilie Mayer widmete Leopold Ranke ihre Sonate für Klavier und Violine a-Moll op. 18, 1864 bei Bote & Bock, Berlin erschienen.
1885 ernannte man Ranke zum Ehrenbürger von Berlin.
Am Haus Luisenstraße 24a in Berlin-Mitte wies früher eine Gedenktafel darauf hin, dass Ranke dort von 1844 bis zu seinem Tod gewohnt hatte. 1888 wurde ihm zu Ehren die Rankestraße in Berlin benannt. Auch in Essen, Leipzig und in Dresden gibt es eine Rankestraße, und ebenso gab es eine solche ab 1937 in Hannover, wo sie aber später nach dem Politiker Ludwig Windthorst in Windthorststraße umbenannt wurde.
1995 gab die Deutsche Post zu seinem 200. Geburtstag eine Sonderbriefmarke im Wert von 80 Pfennig heraus.
In seiner Geburtsstadt Wiehe gibt es mehrere Erinnerungsstätten an ihn und ein kleines Museum im Rathaus.

## Bedeutung seines Werkes
Ranke ist einer der Gründerväter der modernen Geschichtswissenschaft. Nach den preußischen Reformen (um 1810) und der Gründung der ersten Berliner Universität unter Wilhelm von Humboldt hatte sich das Wissenschaftskonzept des Historismus durchgesetzt. Der Historismus unterschied sich durch einen systematischen und quellenkritischen Ansatz von der bisherigen vornehmlich philosophischen Geschichtsbetrachtung.
Aufgrund dieses Ansatzes lieferte Ranke eine Methodik, die die alte erzählende Geschichte mit den neuen wissenschaftlichen Grundlagen (mit einer zunehmenden Professionalisierung durch das Geschichtsstudium) verbindet. Der Historiker hat demzufolge die Aufgabe, aufzuzeigen, „wie es eigentlich gewesen“ ist. Ranke geht es um möglichst große Objektivität bei der Wiedergabe der Geschichte. Dieser Wesenszug seiner Geschichtsschreibung führt in der zweiten Hälfte des 19. Jahrhunderts in der deutschen Geschichtswissenschaft zur Ausprägung sog. „Neorankeaner“. Dazu zählen u. a. Erich Marcks, Max Lehmann und Max Lenz. Sie stehen im Unterschied zu Historikern wie Heinrich von Sybel, Heinrich von Treitschke oder Johann Gustav Droysen, die die Geschichte auch mit einer tagespolitischen Aufgabe sehen, auf dem methodologischen Boden Rankes. Dennoch bleiben auch sie nicht von der anderen Strömung unbeeinflusst. Objektivität in der Geschichtsschreibung bedeutet keineswegs tagespolitische Neutralität. Das gilt übrigens auch für Ranke selbst. Nachhaltigste Wirkung erreichten seine Werke vornehmlich zur Reformation, zu den römischen Päpsten, zur englischen und französischen Geschichte im 17. Jahrhundert. In der internationalen Geschichtsschreibung seiner Zeit gibt es nur wenige, die sich mit ihm messen können. Dazu zählen u. a. Jules Michelet und Thomas Babbington Macaulay.
Für Ranke war die Ästhetik der Sprache genauso wichtig wie der eigentliche Inhalt. Als verheerend und teilweise bis heute nachwirkend wird ihm von einigen vorgeworfen, dass durch seine ausgefeilte Sprache literarische Form und intellektuelle Entdeckung nicht auseinandergehalten werden.
Ranke hatte seiner Bedeutung entsprechend eine Vielzahl bedeutender Schüler, die ihrerseits selbst wieder eigene Schulen bilden. Zu nennen ist hier sein ältester und wohl auch für die Entwicklung der deutschen Geschichtswissenschaft bedeutendster Heinrich von Sybel. Auch Jacob Burckhardt, Carl von Noorden und Wilhelm Maurenbrecher haben zeitweilig in Berlin bei Ranke studiert.
Rankes Geschichtsschreibung ist im Wesentlichen politische Staatengeschichte. Die in Erscheinung tretenden Personen haben in irgendeiner Weise politische Bedeutung. Die Erforschung der Staatenwelt ist ihm das Wesentliche. Die sozialen Gesichtspunkte wie die der gesellschaftlichen Unterschichten treten bei ihm meist nicht auf. Eines der wenigen Kapitel in seiner Geschichtsschreibung, wo sie so umwälzend in die Geschichte eintreten, dass sie nicht ignoriert werden können, gilt dem Themenfeld deutscher Bauernkrieg. Diese Auffassung von Geschichte schlägt sich besonders in der Geschichte der Reformationszeit und der des 17. Jahrhunderts nieder. Sie bleibt aber auch für die Geschichte des 19. Jahrhunderts nicht folgenlos. Ende des 19. Jahrhunderts kommt es zwischen den so genannten Rankeanern und Karl Lamprecht zum Methodenstreit der Geschichtswissenschaft, der eigentlich weniger ein sachlicher Streit als eine Verunglimpfung des neuen Denkansatzes Lamprechts war.
Von 1832 bis 1836 gab Ranke die Historisch-politische Zeitschrift heraus, die vom preußischen Staat zunächst auch als politisches Instrument gegen die revolutionären Bestrebungen der Zeit gedacht war, von Ranke aber eine vor allem historische Richtung erhielt. Da er den Großteil der Beiträge der Zeitschrift selbst verfasste, gilt diese heute als „einmalige persönliche Schöpfung ihres Herausgebers von unvergänglicher Wirkung“.

## Werke
- Geschichten der romanischen und germanischen Völker von 1494 bis 1514 (1824).
- Fürsten und Völker von Süd-Europa im sechzehnten und siebzehnten Jahrhundert (1827 ff.).
- Die serbische Revolution. Aus serbischen Papieren und Mittheilungen (1829).
- Über die Verschwörung gegen Venedig, im Jahre 1618, Berlin 1831.
- (Hrsg.) Historisch-politische Zeitschrift. 2 Bände zu je 4 Heften (1832–1836). Mehr nicht erschienen.
- Die römischen Päpste in den letzten vier Jahrhunderten (1834–1836).
  - Band 1. Duncker & Humblot, Berlin 1834 (Digitalisat und Volltext im Deutschen Textarchiv).
  - Band 2. Duncker & Humblot, Berlin 1836 (Digitalisat und Volltext im Deutschen Textarchiv).
  - Band 3. Duncker & Humblot, Berlin 1836 (Digitalisat und Volltext im Deutschen Textarchiv).
- Deutsche Geschichte im Zeitalter der Reformation (1839–1847).
  - Band 1. Duncker & Humblot, Berlin 1839 (Digitalisat und Volltext im Deutschen Textarchiv).
  - Band 2. Duncker & Humblot, Berlin 1839 (Digitalisat und Volltext im Deutschen Textarchiv).
  - Band 3. Duncker & Humblot, Berlin 1840 (Digitalisat und Volltext im Deutschen Textarchiv).
  - Band 4. Duncker & Humblot, Berlin 1843 (Digitalisat und Volltext im Deutschen Textarchiv).
  - Band 5. Duncker & Humblot, Berlin 1843 (Digitalisat und Volltext im Deutschen Textarchiv).
  - Band 6. Duncker & Humblot, Berlin 1847.
- Neun Bücher preußischer Geschichte (1847–1848), später Zwölf Bücher preußischer Geschichte (1878/1879).
- Französische Geschichte, vornehmlich im sechzehnten und siebzehnten Jahrhundert (1852–1861).
- Englische Geschichte, vornehmlich im sechzehnten und siebzehnten Jahrhundert (1859–1869).
- Geschichte Wallensteins (1869).
- Der Ursprung des Siebenjährigen Krieges (1871).
- Die deutschen Mächte und der Fürstenbund (1871–1872), 2 Bände, im Internet Archive.
- Aus dem Briefwechsel Friedrich Wilhelms IV. mit Bunsen (1873).
- Ursprung und Beginn der Revolutionskriege 1791 und 1792 (1875).
- Zur Geschichte von Oesterreich und Preußen zwischen den Friedensschlüssen zu Aachen und Hubertusburg (1875).
- Hardenberg und die Geschichte des preußischen Staates von 1793 bis 1813 (1877).
- Friedrich der Große. Friedrich Wilhelm IV. Zwei Biographien (1878).
- Serbien und die Türkei im neunzehnten Jahrhundert (1879).
- Weltgeschichte, 6 Bände (1881–1885); Bde. 7–9 posthum (1886–1888).
- Sämtliche Werke, 48 Bände (1867–1886); Bde. 49–54 posthum (1887–1890).